# 川端龍
川端 龍（かわばた りょう、1989年11月29日 - ）は、日本の柔道家。大阪府豊中市出身。身長166cm。階級は60kg級。段位は三段。血液型はB型。得意技は足技と低い韓国背負い投げ。自身のYouTube上ではドンマイ川端名義で活動しており、篠原信一、野村忠宏、鈴木桂治、秋本啓之、大野将平、ウルフ・アロンなど五輪・世界大会優勝者と柔道関連の動画を中心に撮影して、柔道広報活動の一翼を担っている。

## 経歴
柔道は5歳の時に始めた。大阪の豊中十七中学から高校は広島県にある近大福山高校に進むと、2年の時にインターハイ60kg級で3位となった。
2008年に国士舘大学に進学すると、2年の時には学生体重別で日体大2年の山本浩史を破って優勝した。4年の時には講道館杯で東海大相模高校3年の髙藤直寿を小内刈で破って優勝を飾ったが、その際のインタビューで「顔がベスト16みたいな顔なんで、柔道だけは何としても優勝したかったです」と発言して周囲の笑いを誘った。続くグランドスラム・東京では決勝で山本に朽木倒で敗れて2位にとどまった。
2012年には了徳寺学園の職員となった。2013年の体重別では準決勝で世界ランキング1位である東海大学2年の髙藤を巴投で破ると、決勝でも同僚の石川裕紀を有効で破り優勝を果たした。2014年のヨーロッパオープン・オーバーヴァルトでは、決勝でブラジルのフェリペ・キタダイに一本勝ちして優勝を飾った。その後はセンコーの所属に変わると、2018年の実業団体3部で2位になった。
2019年11月29日にYouTubeチャンネルを開設し、同日にアップロードした動画で前年にセンコーを退社してフリーとなったことを公表した。以後、柔道界での人脈を生かし、柔道家とのコラボレーションや対談、突撃企画など様々な動画を配信する柔道家YouTuberとして活動しており、テレビ出演もしている。
2020年4月より摂南大学柔道部の外部コーチとして横山喬之監督をサポートしている。
2020年3月13日にYouTubeにアップロードした動画で母親を探していることを明かし、2021年2月28日放送のフジテレビ「ジャンクSPORTS」で30年ぶりに母親と再会した。
2023年5月21日、BreakingDownに出場。総合格闘技ルールでヒロヤと対戦し、延長戦の末、判定負け。

## 戦績

### 柔道
- 2006年 - インターハイ 3位
- 2009年 - 学生体重別 優勝
- 2009年 - 体重別団体 3位
- 2010年 - 体重別団体 3位
- 2010年 - 講道館杯 3位
- 2011年 - 講道館杯 優勝
- 2011年 - グランドスラム・東京 2位
- 2012年 - 実業個人選手権 3位
- 2012年 - 講道館杯 7位
- 2013年 - ヨーロッパオープン・ブダペスト 7位
- 2013年 - 体重別 優勝
- 2013年 - 東アジア大会 3位
- 2013年 - 講道館杯 3位
- 2013年 - グランプリ・チェジュ 3位
- 2014年 - ヨーロッパオープン・オーバーヴァルト 優勝
- 2014年 - 体重別 3位
- 2014年 - グランプリ・ウランバートル 3位
- 2014年 - 実業個人選手権 3位
- 2015年 - 実業個人選手権 3位
- 2015年 - 国体 成年男子の部 2位
- 2015年 - 講道館杯 7位
- 2018年 - 実業団体3部 2位

（出典、JudoInside.com）

### アマチュア総合格闘技
- 2023年 - BreakingDown 8 対ヒロヤ 延長敗退